# Jeffrey DeMunn
Jeffrey DeMunn (sinh ngày 25 tháng 4 năm 1947) là một nam diễn viên người Mỹ.

## Danh sách phim

### Điện ảnh
| Năm  | Tên                          | Vai                        | Ghi chú |
| ---- | ---------------------------- | -------------------------- | ------- |
| 1980 | Resurrection                 | Joe                        |         |
| 1980 | The First Deadly Sin         | Sergeant Fernandez Correll |         |
| 1980 | I'm Dancing as Fast as I Can | Dr. Roberts                |         |
| 1980 | Christmas Evil               | Philip Stadling            |         |
| 1981 | Ragtime                      | Harry Houdini              |         |
| 1981 | World of Honor               | District Attorney Burke    |         |
| 1982 | Frances                      | Clifford Odets             |         |
| 1983 | The Face of Rage             | Jeff Hammil                |         |
| 1984 | Windy City                   | Bobby                      |         |
| 1985 | Warning Sign                 | Dr. Dan Fairchild          |         |
| 1986 | The Hitcher                  | Captain Esteridge          |         |
| 1988 | The Blob                     | Sheriff Herb Geller        |         |
| 1988 | Betrayed                     | Bobby Flynn                |         |
| 1989 | Blaze                        | Eldon Tuck                 |         |
| 1992 | Treacherous Crossing         | Dr. Johnston               |         |
| 1992 | Eyes of an Angel             | George                     |         |
| 1992 | Newsies                      | Mayor Jacobs               |         |
| 1994 | The Shawshank Redemption     | Prosecutor                 |         |
| 1994 | Safe Passage                 | Doctor                     |         |
| 1996 | Killer: A Journal Of Murder  | Sam Lesser                 |         |
| 1996 | Phenomenon                   | Professor John Ringold     |         |
| 1997 | Turbulence                   | Brooks                     |         |
| 1997 | RocketMan                    | Paul Wick                  |         |
| 1998 | Harvest                      | Jake Yates                 |         |
| 1998 | The X-Files                  | Dr. Ben Bronschweig        |         |
| 1999 | The Green Mile               | Harry Terwilliger          |         |
| 2001 | The Majestic                 | Ernie Cole                 |         |
| 2002 | Swimming Upstream            | Dr. Henry Berkson          |         |
| 2003 | The Lucky Ones               | Simon                      |         |
| 2006 | Hollywoodland                | Art Weissman               |         |
| 2006 | Covert One: The Hades Factor | Steven Haldane             |         |
| 2007 | The Mist                     | Dan Miller                 |         |
| 2008 | Burn After Reading           | Cosmetic surgeon           |         |
| 2009 | Cayman Went                  | Rodgers Bowman             |         |
| 2010 | Shelter                      | Dr. Harding                |         |
| 2010 | 6 Souls                      | Paul Richards              |         |
| 2011 | Another Happy Day            | Lee                        |         |
| 2014 | Adult Beginners              | Bill                       |         |
| 2016 | Halfway                      | Walt                       |         |
| 2017 | Marshall                     | Dr. Sayer                  |         |